# 海南雪花
海南雪花（学名：Argostemma hainanicum）为茜草科雪花属下的一个种。为中国特有植物，也是海南的特有植物，产于海南的乐东黎族自治县等地，生长于海拔600至1300米的密林下或山谷水旁。

## 扩展阅读
- 維基物種上的相關：海南雪花